# Parler
Parler（パーラー、[pɑːrlər]、PAR-ler）は、2018年8月に開設された、非主流を自称するミニブログ、およびソーシャル・ネットワーキング・サービスである。アメリカ合衆国のネバダ州ヘンダーソンに拠点を置く。
Parlerは、TwitterやFacebookなどの主流のソーシャルネットワークに代わる、言論の自由と偏見のない選択肢として自らを売り出している。
2021年の米国議会議事堂の襲撃の調整に使用されたという告発を受けた後、テック企業がサービスを拒否したり、アプリを上場廃止にしたりしている。 AppleとGoogleはParlerのモバイルアプリをそれぞれのアプリストアから削除し、Amazon Web Servicesがホスティングサービスを停止。その結果、Parlerは2021年1月10日に完全にオフラインになった。同年2月15日、サービス再開。
2022年10月17日、運営会社はラップ歌手のカニエ・ウェストが本サービスを買収することで合意したと発表した。

## 方針
公式サイトに基づく情報によれば、運営方針について以下のように主張している。
- 時勢に流されたシャドウバン（shadow-banning）は行わない。
- 人種、性別、年齢、性的嗜好、宗教、政治、食の選択に関わらず、全てのユーザーは平等に扱われる。
- あらゆる宗教の信者も、あるいは非信者も、市民的に語ることを歓迎される。
- コンテンツに対してバイアスのかかった取捨選択を行う方針は、ユーザーの怒りを呼び起こし、コミュニティのガイドラインに影響を与えてしまう。中立な視点を持ち、あらゆる非暴力的な意見に耳を傾ける人々を支援する。

## 仕様と特徴
2020年11月29日時点
- ユーザーの投稿が新着順に時系列で表示される。
- 投稿はテキスト、URL、静止画像、GIF画像に対応している。動画はURLリンクとして貼ることができる。
- 1つの投稿の文字数制限は1000文字。
- 投稿を削除することはできるが、投稿後に編集することはできない。
- 絵文字入力をサポートするボタンがある。
- 投稿に対してコメントを入力できる。
- 「Echo」で自身もしくは他ユーザーの投稿を引用再投稿できる。その際、自身のコメントをつけることもできる。
- 「Vote（投票）」機能があり、高評価もしくは低評価できる。低評価はコメントに対してのみ可能である。
- それぞれの投稿の閲覧数が表示される。
- 本人認証機能があり、認証されたユーザーはユーザーアイコンの右下に赤バッジ（red badge）が表示される。
- 本人認証には運転免許証か旅券の提示が必要。ただし運転免許証はアメリカ合衆国のもの（en:Driver's licenses in the United States）にしか対応していない。
- 赤バッジ（red badge）はそのユーザーが実際の人物であり（つまり、BOTなどのプログラムではない）、固有のアカウントであることを示す。
- 言語設定を日本語にすると、項目や説明などにおいて一部に誤った翻訳が表示される。

## 評価
- Parlerは「表現の自由」を掲げており、主に保守主義者の間で人気がある[9]と言われている。
- ParlerはTwitterに代わるSNSとして説明されており、主流のSNSのファクトチェックを嫌がる人々の間で利用されていると言われている[10]。
- Enrique Dansはフォーブス上で、Parlerは利用規約がTwitterやFacebookよりも厳しく、ヘイトスピーチが多いとし、エコーチェンバーとなっているとした[11]。

## アプリストアでの配信停止とホスティング停止
2021年1月8日、GoogleはGoogle PlayからParlerの削除を行った。またAppleはApp Store上にあるParlerの公式アプリに対し、24時間の猶予を与え、問題のあるコンテンツを削除することを求め、削除しない場合は公式アプリをApp Storeから削除するとした。Googleは「暴動の扇動」が存在することを、Appleは2021年アメリカ合衆国議会議事堂襲撃事件に関連してこれらの措置を行ったとしている。
ParlerのCEOであるJohn Matzeはこの措置に対して「既に存在する暴力の扇動に対するParlerのルールが、Appleの基準を満たしていると考えている」と述べた。またParlerを不当に標的としている政治的なグループが存在するとし、「彼らは言論の自由と彼らの反対派を押さえつけたいのだ。」と述べた。BBCに対しては「政治的動機のある企業や言論の自由を嫌う権威主義者に、屈することはない。」と述べた。
ロイターはこれらの報道の中で、保守的なSNSユーザーはTwitterやFacebookが政治的主張を取り締まることを理由とし、彼らがParlerの他にもGabやTelegramにおいてコミュニケーションをとっているとした。Parlerに資金を提供したことのあるロバート・マーサーは、GoogleやAppleの行為に対し、「ParlerがParlerのユーザーコンテンツに責任を持つ必要があるならば、AppleはiPhoneで行われた全ての違法行為について責任を負わなければならない。」「Twitter、Facebook、そしてApple自身に適用されない規約がParlerに対して適用される。」と述べた。
また、Amazonは10日、Amazon Web ServicesからParlerを除外することを発表した。理由として暴力的なコンテンツが急増し、これらすべては違反に当たると判断したことがあげられている。この措置に対しParlerの創業者でCEOであるJohn Matzeは声明で「インターネットにおける、言論の自由の完全な排除の試みである」と批判した。また、Parlerがサービスを再建するまでの間、最大で1週間サービスが使用不可能になることも発表した。
1月18日、ParlerはロシアのDDoS-Guardとパートナーシップを締結し部分的に復活した。
2021年2月15日、Parlerはティーパーティー・パトリオッツのMark Meckleが暫定CEOに就任し、サイトの復活を発表した。新しいサーバー提供者はスカイシルク・クラウド・サービシーズである。